# Helene Fischer
Helene Fischer (nascuda el 5 d'agost de 1984 a Krasnoiarsk, Sibèria) és una cantant i artista d'entreteniment alemanya. Des del seu debut el 2005, ha guanyat nombrosos premis, incloent-hi vuit premis Echo, quatre premis Krone der Volksmusik i el premi Bambi. D'acord amb les certificacions discogràfiques, ha venut almenys 9.115.000 àlbums. El juny de 2014, el seu àlbum multiplatí Farbenspiel, del 2013, va esdevenir l'àlbum més descarregat legalment d'un artista alemany de tota la història.

## Vida personal
Helene Fischer va néixer a la ciutat siberiana de Krasnoiarsk, Rússia (aleshores l'URSS) com a segona filla de Peter i Maria Fischer. El seu pare treballava com a mestre d'educació física i la seva mare com a enginyera en una universitat. Els seus avis paterns eren alemanys del Volga que havien estat deportats a Sibèria el 1941. El 1988, a l'edat de quatre anys, emigrà amb els seus pares i la seva germana gran, de sis anys, a Wöllstein, Alemanya.
Després de graduar-se a l'escola, Helene Fischer assistí durant tres anys a la Frankfurt Stage & Musical School, on va estudiar cant i interpretació. En aquesta època, Helene va actuar al Staatstheater de Darmstadt, com també a l'escenari del Volkstheater de Frankfurt. Des del maig de 2008, ha mantingut una relació amb Florian Silbereisen. L'octubre de 2011, el museu Madame Tussauds de Berlín n'acull la seva figura de cera.

## Carrera
Durant la seva etapa al Stage & Musical School, la seva mare va copiar secretament un CD de demostració amb sis de les cançons de Fischer i l'envià a diversos estudis de gravació per sondar-ne la reacció dels professionals.
El debut en escena de Fischer es va produir el 14 de maig de 2005, en un programa del canal de TV ARD. Fou un duet amb el cantant Florian Silbereisen. Més endavant esdevingueren parella.

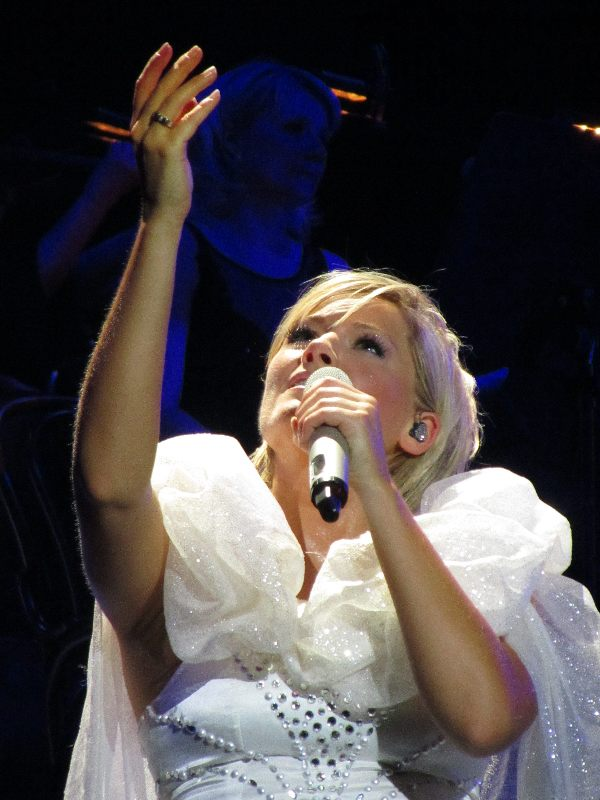
Helene Fischer de gira amb orquestra, maig de 2011

Ha guanyat tres premis Echo, dues vegades el premi Goldene Henne, i tres vegades el premi Krone der Volksmusik. Tots els seus àlbums i DVD han assolit múltiples discs d'or i doble de platí. Les seves cançons, amb els seus relats de preocupacions quotidianes i planys d'enyorança, són líricament properes al que s'anomenaria música country si bé musicalment força diferents.
El seu cercle de seguidors abasta més enllà d'Alemanya fins a bona part d'Àustria, Suïssa, Bèlgica, Holanda, Dinamarca, Suècia, Noruega, Anglaterra i Finlàndia.
Va publicar el seu primer àlbum en anglès, The English Ones, el 7 de juny de 2010. L'àlbum fou produït pel productor, compositor i arranjador alemany Jean Frankfurter, amb una carrera de 40 anys. Sobre el fet de cantar en anglès, Fischer en va comentar: “Sempre he somniat en cantar les meves cançons en una altra llengua. L'anglès és la llengua del country, la música que nosaltres anomenem Schlager. La llengua és una eina, però és important que allò que cantis surti del cor, i d'això tracta l'àlbum.”
El gener de 2013, va realitzar el seu debut com a actriu en un episodie de la sèrie alemanya de televisió Das Traumschiff.
El 4 d'octubre de 2013, va publicar el seu nou àlbum Farbenspiel a Alemanya, i va confirmar-ne una gira. En cinc dies, l'àlbum va assolir el disc de platí a Alemanya, Dinamarca i Àustria. Farbenspiel és l'àlbum més venut d'una artista alemanya en la primera setmana de publicació en els darrers deu anys.

## Discografia
- Von hier bis unendlich (2006)
- So nah wie du (2007)
- Zaubermond (2008)
- So wie ich bin (2009)
- Für einen Tag (2011)
- Farbenspiel (2013)
- Weihnachten (2015)
- Helene Fischer (2017)
- Rausch (2021)

## Premis

### Bambi
- 2013: per Musik national
- 2014: per Entertainment

### Echo
- 2009: per Deutschsprachiger Schlager
- 2009: per DVD Produktion des Jahres (Mut zum Gefühl Live)
- 2010: per DVD Produktion national (Zaubermond Live)
- 2012: per Deutschsprachiger Schlager
- 2013: per DVD Produktion national (Für einen Tag – Live 2012)
- 2013: per Deutschsprachiger Schlager
- 2014: per Album des Jahres
- 2014: per Deutschsprachiger Schlager

### Goldene Henne
- 2007: per Aufsteigerin des Jahres
- 2008: per Musik
- 2010: per Leserpreis Musik
- 2012: per Publikumspreis Musik
- 2014: per Musik
- 2014: Superhenne (premi especial 20è aniversari)

### Goldene Kamera
- 2012: per Beste Musik national

### Krone der Volksmusik
- 2008: per Erfolg des Jahres 2007
- 2009: per Erfolg des Jahres 2008
- 2010: com a Erfolgreichste Sängerin 2009
- 2012: com a Erfolgreichste Sängerin 2011

### Premis de TV Romy
- 2014: as Beliebteste Moderatorin – Show

### World Music Awards
- 2014: Best-selling German Artist